# Jonathan Groff
Jonathan Drew Groff (Lancaster, Pennsylvania, 1985. március 26. –)  Tony-díjas amerikai színész és énekes. Színházi, illetve televíziós szerepeiért többek között Grammy-díjban részesült és háromszor jelölték Tony-díjra, melyből egyet el is nyert.

## Élete
Lancasterben, Pennsylvaniaban született, Julie és Jimm Groff második gyermekeként. Egy bátyja van, David. Német és svájci ősökkel is rendelkezik. Mikor hároméves volt, beleszeretett Julie Andrews Mary Poppins-alakításába. A filmet újra és újra megnézte, és egyszer Halloweenkor is Mary Poppinsnak öltözött.
2003-ban végzett a Conestoga Valley High School nevű iskolában, majd a Carnegie Mellon Egyetemre járt, amit azonban később ott hagyott, hogy elvállalhassa Rolf szerepét A muzsika hangjában. Utána már nem ment vissza az egyetemre, hanem helyette New Yorkba költözött.
Groff nyíltan vállalja homoszexualitását. Erről először a 2009-es National Equality Marchon beszélt. Ugyanebben az évben együtt volt Gavin Creel színésszel, majd 2010 és 2013 között Zachary Quintóval volt kapcsolatban. 2018 óta az új-zélandi koreográfussal, Corey Bakerrel van együtt. Bakerrel akkor találkoztak, amikor Új-Zélandon együtt tanítottak egy nyári színjátszótáborban.
Az LMBTQ+ közösségért való küzdelméért több díjban is részesült.
Húszas éveiben melanomával diagnosztizálták.

## Karrier
Groff 2005-ben debütált a Broadwayen. Első fontosabb szerepe Melchior Gabor volt a Tavaszébredés c. musicalben. 2006-2008-ig játszotta a főszerepet, melyért Tony jelölést is kapott. 2015-ben a Hamilton c. musicalben tért vissza a Broadwayre, amelyben III.Györgyöt játszotta. Ezért a szerepért kapta második Tony jelölését, illetve Grammy-díjat nyert a darabbal legjobb zenés színházi album kategóriában. Az egyik előadásról profi felvétel is készült, melyet 2020 nyarán tett közzé a Disney+. Fontosabb szerepei közé tartozik még a Rémségek kicsiny boltja, mejben 2019-2020-ban Seymour szerepét játszotta.
Színházi szerepei mellett jelentős a televíziós munkássága is. 2010 és 2015 között visszatérő szereplő volt a Glee – Sztárok leszünk!  című sorozatban. 2012-ben a Boss című amerikai krimisorozatban játszotta Ian Todd szerepét, majd 2014-2015-ben főszerepet játszott a HBO Keresem... című tragikomédiájában. 2017 óta Holden Ford FBI-ügynök szerepét játssza a Netflix MINDHUNTER – Mit rejt a gyilkos agya című krimisorozatában.
A filmes szerepei közül a legjelentősebbek a Jégvarázs és Jégvarázs 2. című Disney animációs filmek, melyekben Kristoff és Sven hangját adja.

## Filmográfia

### Filmek
| Év   | Cím                      | Eredeti cím                | Szerep              | Magyar hang   |
| ---- | ------------------------ | -------------------------- | ------------------- | ------------- |
| 2009 | Woodstock a kertemben    | Taking Woodstock           | Michael Lang        | Czető Roland  |
| 2010 |                          | Twelve Thirty              | Jeff                |               |
| 2010 | A cinkos                 | The Conspirator            | Louis Weichmann     | Szatory Dávid |
| 2014 |                          | C.O.G.                     | David               |               |
| 2014 | Jégvarázs                | Frozen                     | Kristoff (hang)     | Magyar Bálint |
| 2014 |                          | Russian Broadway Shut Down | Nikolai the Athlete |               |
| 2014 |                          | Sophie                     | Ben                 |               |
| 2014 | Amerikai mesterlövész    | American Sniper            | Vet Mads fiatalon   |               |
| 2015 | Jégvarázs: Party Láz     | Frozen Fever               | Kristoff (hang)     | Magyar Bálint |
| 2017 | Olaf karácsonyi kalandja | Olaf's Frozen Adventure    | Kristoff (hang)     | Magyar Bálint |
| 2019 | Jégvarázs 2.             | Frozen 2                   | Kristoff (hang)     | Magyar Bálint |
| 2021 | Mátrix: Feltámadások     | The Matrix: Resurrections  | Smith ügynök        | Mészáros Béla |
| 2023 | Kopogás a kunyhóban      | Knock at the Cabin         | Eric                | Szatory Dávid |
| 2023 | Volt egyszer egy stúdió  | Once Upon a Studio         | Kristoff (hangja)   | Magyar Bálint |

### Televíziós szerepek
| Év        | Cím                                  | Eredeti cím                          | Szerep                 | Megjegyzés                              |
| --------- | ------------------------------------ | ------------------------------------ | ---------------------- | --------------------------------------- |
| 2007      |                                      | One Life to Live                     | Henry Mackler          | 11 rész                                 |
| 2010-2015 | Glee – Sztárok leszünk!              | Glee                                 | Jesse St. James        | mellékszereplő                          |
| 2012      | A férjem védelmében                  | The Good Wife                        | Jimmy Felner           | egy epizód                              |
| 2012      |                                      | Boss                                 | Ian Todd               | főszereplő                              |
| 2014-2015 | Keresem…                             | Looking                              | Patrick Murray         | főszereplő magyar hangja Fehér Tibor    |
| 2014      | Igaz szívvel                         | The Normal Heart                     | Craig Donner           | tévéfilm magyar hangja Magyar Bálint    |
| 2016      | Keresem… – A film                    | Looking: The Movie                   | Patrick Murray         | tévéfilm magyar hangja Fehér Tibor      |
| 2016      | Jégvarázs: Északi fény               | LEGO Frozen Northern Lights          | Kristoff (hang)        | különkiadás magyar hangja Magyar Bálint |
| 2017-     | Mindhunter – Mit rejt a gyilkos agya | Mindhunter'x                         | Holden Ford            | főszereplő magyar hangja Szatory Dávid  |
| 2018      | A Simpson család                     | The Simpsons                         | Színész (hangja)       | egy epizód                              |
| 2020      | Hamilton                             | Hamilton                             | III. György király     | tévéfilm                                |
| 2018      | Legyőzhetetlen                       | Invincible                           | Rick Sheridan (hangja) | egy epizód magyar hangja Pál Tamás      |
| 2022      | És egyszer csak…                     | And Just Like That...                | Dr. Paul David         | egy epizód                              |
| 2022      | Az élet és Beth                      | Life & Beth                          | Travis                 | egy epizód                              |
| 2022      | Ollie hazatalál                      | Lost Ollie                           | Ollie (hangja)         | főszereplő magyar hangja Czető Roland   |
| 2022      |                                      | Spring Awakening: Those You've Known | önmaga                 | dokumentumfilm                          |

## Színház
| Év        | Cím                                              | Szerep                       |
| --------- | ------------------------------------------------ | ---------------------------- |
| 2002      | Honk!                                            | Ugly                         |
| 2004      | Bat Boy: The Musical                             | Bat Boy                      |
| 2005      | Fame                                             | Nick Piazza                  |
| 2005      | In My Life                                       | Swing                        |
| 2006-2008 | Spring Awakening (Tavaszébredés)                 | Melchior Gabor               |
| 2007-2008 | Hair                                             | Claude Hooper Bukowski       |
| 2008      | Prayer for My Enemy                              | Billy Noone                  |
| 2009      | The Singing Forest                               | Gray Korankyi, Walter Rieman |
| 2009      | The Bacchae                                      | Dionysus                     |
| 2010-2011 | Deathtrap                                        | Clifford Anderson            |
| 2011      | The Submission                                   | Denny Larsen                 |
| 2012-2013 | Red                                              | Ken                          |
| 2013      | The Pirates of Penzance                          | Frederic                     |
| 2015      | How to Succeed in Business Without Really Trying | J. Pierrepont Finch          |
| 2015      | A New Brain                                      | Gordon Michael Schwinn       |
| 2015-2016 | Hamilton                                         | III.György                   |
| 2017      | Hair                                             | Claude Hooper Bukowski       |
| 2017      | Sondheim on Sondheim                             | Performer                    |
| 2018      | The Bobby Darin Story                            | Bobby Darin                  |
| 2019-2020 | Little Shop of Horrors                           | Seymour Krelborn             |

## Fordítás
- Ez a szócikk részben vagy egészben  a   Jonathan Groff című angol Wikipédia-szócikk ezen változatának fordításán alapul.  Az eredeti cikk szerkesztőit annak laptörténete sorolja fel. Ez a jelzés csupán a megfogalmazás eredetét és a szerzői jogokat jelzi, nem szolgál a cikkben szereplő információk forrásmegjelöléseként.

## További információ
- Jonathan Groff a PORT.hu-n (magyarul)
- Jonathan Groff az Internetes Szinkronadatbázisban (magyarul)
- Jonathan Groff az Internet Movie Database-ben (angolul)
- Jonathan Groff a Rotten Tomatoeson (angolul)